# Buenos Ares (album)
Buenos Ares – debiutancki album zespołu Buenos Ares wydany przez wytwórnię Green Star na początku 1997 roku.
Z tej kasety i płyty pochodzą takie pierwsze hity zespołu jak: „Pomarańczowe drzewa”, tytułowy, i po angielsku piosenka „Get Up and Dance”. Do piosenek „Buenos Ares” i „Pomarańczowe drzewa” zostały nagrane teledyski.

## Lista utworów

### Wersja CD
1. „Buenos Ares”
2. „Pomarańczowe drzewa”
3. „Ja tu, ty tam!”
4. „Miłość na końcu świata”
5. „Oh! Aija!”
6. „Get Up and Dance”
7. „Opamiętaj się”
8. „Pokochaj mnie”
9. „Tego mi potrzeba”
10. „Cały świat”
11. „Pomarańczowy DJ's” (Remix '97)
12. „Buenos Ares” (Hyper Dance Mix)

### Wersja kasetowa

#### Strona A
1. „Buenos Ares”
2. „Pomarańczowe drzewa”
3. „Ja tu, ty tam!”
4. „Miłość na końcu świata”
5. „Oh! Aija!”

#### Strona B
1. „Get Up and Dance”
2. „Opamiętaj się”
3. „Pokochaj mnie”
4. „Tego mi potrzeba”
5. „Pomarańczowy DJ's” (Remix '97)